# Polyrhachis demangei
Polyrhachis demangei är en myrart som beskrevs av Santschi 1910. Polyrhachis demangei ingår i släktet Polyrhachis och familjen myror. Inga underarter finns listade i Catalogue of Life.